# روبن داريو (لاعب كرة قدم)
روبن أوباما إنسوي أوندو (بالإسبانية: Roben Nsue)‏ (مواليد 21 يونيو 1993)، يعرف بـ روبن داريو، هو لاعب كرة قدم غيني استوائي في مركز الهجوم.

## الإحصائيات

### المنتخب
آخر تحديث 25 يناير 2015.
| غينيا الاستوائية | غينيا الاستوائية | غينيا الاستوائية |
| السنة            | الظهور           | الأهداف          |
| ---------------- | ---------------- | ---------------- |
| 2015             | 1                | 0                |
| الإجمالي         | 1                | 0                |

## الألقاب

### النادي
أتلتيكو مالابو
- 2008: الدوري الغيني الاستوائي الدرجة الثانية

فيجيتاريانوس
- 2014: كأس غينيا الاستوائية

## روابط خارجية
- روبن داريو على موقع قاعدة بيانات كرة القدم.إي يو (الإنجليزية)
- روبن داريو على موقع ناشيونال فوتبول تيمز (الإنجليزية)
- روبن داريو على موقع Soccerway.com (الإنجليزية)
- روبن داريو على موقع كووورة

- صفحة اللاعب على موقع الاتحاد الأفريقي لكرة القدم
- صفحة اللاعب على سوكرواي